# چه سو بین
به سو بین (کره‌ای: 배수빈؛ زادهٔ ۱۰ ژوئیه ۱۹۹۴) که به‌طور حرفه‌ای با نام چه سو بین (کره‌ای: 채수빈) شناخته می‌شود، بازیگر اهل کره جنوبی است. او به خاطر ایفای نقش در مجموعه تلویزیونی عشق در مهتاب (۲۰۱۶) به شهرت رسید و سپس نقش اصلی در مجموعه‌های تلویزیونی شورشی: دزدی که مردم را دزدید (۲۰۱۷)، قوی‌ترین پیک (۲۰۱۷)، من ربات نیستم (۲۰۱۷)، سرزمین ستارگان (۲۰۱۸)، بخشی از ذهن تو (۲۰۲۰)، پلیس‌های تازه‌کار (۲۰۲۲)، شگفت‌انگیز (۲۰۲۲) و وقتی تلفن زنگ می‌زند (۲۰۲۴) ایفا کرد.

## فیلم‌شناسی

### فیلم
| سال  | عنوان                          | نقش        | توضیحات      | منابع  |
| ---- | ------------------------------ | ---------- | ------------ | ------ |
| ۲۰۱۴ | دیکتاتور من                    |            |              |        |
| ۲۰۱۵ | شبی با یک کاملاً غریبه          | هه جین     |              |        |
| ۲۰۱۵ | ام. بوی                        | لی اون سو  |              | [ ۴ ]  |
| ۲۰۱۶ | سوری: صدایی از قلب             | کیم یو جو  |              | [ ۵ ]  |
| ۲۰۱۹ | رزباد                          | هیون آه    |              | [ ۶ ]  |
| ۲۰۲۱ | ترش و شیرین                    | دا اون     | فیلم نتفلیکس | [ ۷ ]  |
| ۲۰۲۲ | دزدان دریایی: آخرین گنج سلطنتی | هه گوم     |              | [ ۸ ]  |
| ۲۰۲۴ | هواپیماربایی ۱۹۷۱              | اوک سون    |              | [ ۹ ]  |
| ن/م  | دیدگاه خواننده دانای کل        | یو سانگ آه |              | [ ۱۰ ] |

### مجموعه تلویزیونی
| سال       | عنوان                               | نقش             | توضیحات                | منابع  |
| --------- | ----------------------------------- | --------------- | ---------------------- | ------ |
| ۲۰۱۴      | دراما فستیوال: «خاطرات یک زن آزرده» | شیم چونگ یی     | درام تک قسمتی          | [ ۱۱ ] |
| ۲۰۱۵      | جاسوس                               | جو سو یون       |                        | [ ۱۲ ] |
| ۲۰۱۵      | خانه کبودمرغ                        | هان اون سو      |                        | [ ۱۳ ] |
| ۲۰۱۵      | تشویق کن                            | کوان یو آه      |                        | [ ۱۴ ] |
| ۲۰۱۶      | عشق در مهتاب                        | جو ها یون       |                        | [ ۱۵ ] |
| ۲۰۱۶      | لویی پادشاه خرید                    | وانگ مونگ شیل   | حضور افتخاری (قسمت ۱۶) | [ ۱۶ ] |
| ۲۰۱۷      | شورشی: دزدی که مردم را دزدید        | سونگ گا ریونگ   |                        | [ ۱۷ ] |
| ۲۰۱۷      | قوی‌ترین پیک                         | لی دان آه       |                        | [ ۱۸ ] |
| ۲۰۱۷      | درامای ویژه: «اگر در یک فصل بودیم»  | هه ریم          | درام تک قسمتی          | [ ۱۹ ] |
| ۲۰۱۷–۲۰۱۸ | من ربات نیستم                       | جو جی آه / آجی۳ |                        | [ ۲۰ ] |
| ۲۰۱۸      | سرزمین ستارگان                      | هان یو روم      |                        | [ ۲۱ ] |
| ۲۰۲۰      | بخشی از ذهن تو                      | هان سو وو       |                        | [ ۲۲ ] |
| ۲۰۲۴      | وقتی تلفن زنگ می‌زند                 | هونگ هی جو      |                        | [ ۲۳ ] |

### مجموعه اینترنتی
| سال  | عنوان           | نقش         | منابع  |
| ---- | --------------- | ----------- | ------ |
| ۲۰۱۶ | مرد گربه‌ای من   | می اوه      | [ ۱۴ ] |
| ۲۰۲۲ | پلیس‌های تازه‌کار | گو اون کانگ | [ ۲۴ ] |
| ۲۰۲۲ | شگفت‌انگیز       | پیو جی اون  | [ ۲۵ ] |

### برنامه تلویزیونی
| سال  | عنوان                    | نقش               | توضیحات                                    | منابع  |
| ---- | ------------------------ | ----------------- | ------------------------------------------ | ------ |
| ۲۰۲۱ | خانه روی چرخ: برای اجاره | عضو گروه بازیگران | به همراه گروه بازیگران فیلم دزدان دریایی ۲ | [ ۲۶ ] |

### برنامه اینترنتی
| سال  | عنوان                | نقش               | توضیحات      | منابع  |
| ---- | -------------------- | ----------------- | ------------ | ------ |
| ۲۰۲۲ | دورهمی بازیگران جوان | عضو گروه بازیگران |              | [ ۲۷ ] |
| ۲۰۲۲ | اس‌ان‌ال کره           | میزبان            | فصل ۳ قسمت ۳ | [ ۲۸ ] |